# Nathalie Weinzierl

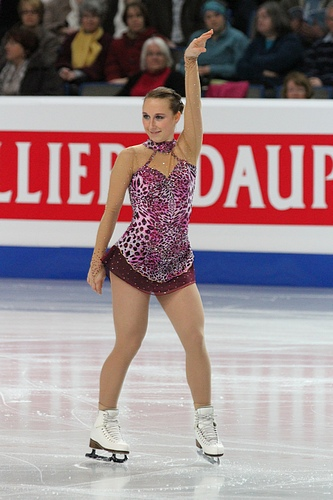
Nathalie Weinzierl bei den Europameisterschaften 2012

Nathalie Weinzierl (* 8. April 1994 in Saarbrücken) ist eine deutsche Eiskunstläuferin, die im Einzellauf startet.

## Biografie
Auf nationaler Ebene hat sie bislang fünf Medaillen gewonnen: 2006 holte sie Bronze in der Nachwuchs-Kategorie, 2007 wurde sie deutsche Jugend-Vizemeisterin, 2008 deutsche Junioren-Vizemeisterin, 2013 Deutsche Vizemeisterin in Hamburg und 2014 Deutsche Meisterin in Berlin.
Zu Anfang der Saison 2011/2012 wechselte Nathalie Weinzierl zu Landestrainer Peter Sczypa, mit dem sie ihre ersten Erfolge in der Seniorenklasse feierte.
Im Januar 2012 holte sie Silber beim Senior-Wettbewerb Heiko-Fischer-Pokal in Stuttgart. Begünstigt durch die Verletzung ihrer Trainingskollegin Sarah Hecken wurde sie von der DEU für die Europameisterschaften 2012 in Sheffield nominiert. Bei ihrem Debüt schaffte sie den Sprung ins Finale und belegte am Ende den 22. Platz. Im Februar holte sie ihre erste Goldmedaille bei einem ISU-gelisteten Weltranglistenwettbewerb. Mit 138,47 Punkten gewann sie die Bavarian Open 2012 in Oberstdorf.
In die Saison 2012/2013 startete Nathalie Weinzierl mit einer Top-10-Platzierung beim ISU Junior-Grand-Prix in Linz. Mit 134,90 Punkten belegte sie den 9. Platz. Bei der ebenfalls international hoch angesehenen Nebelhorn Trophy 2012 in Oberstdorf erreichte sie den 7. Platz und holte mit ihren 142,96 Punkten gleichzeitig für Kurzprogramm und Kür die von der Internationalen Eislaufunion geforderte Mindest-Technikpunktzahl für die Weltmeisterschaften 2013. Aufgrund ihrer guten Leistung beim Junior-Grand-Prix in Linz erhielt sie von der DEU einen weiteren Startplatz für einen ISU Junior-Grand-Prix. Beim JGP „Pokal der blauen Schwerter“ in Chemnitz schaffte sie erneut mit dem 10. Platz eine Top-10-Platzierung. Bei der NRW Trophy for Single & Pair Skating 2012, die aufgrund des Comebacks der Olympiasiegerin und Weltmeisterin von 2010 Yu-na Kim für mediales Interesse sorgte, erreichte sie den 6. Rang. Im Dezember 2012 holte sie bei den Deutschen Meisterschaften 2013 in Hamburg mit 150,55 Punkten die Vizemeisterschaft und qualifizierte sich nach Punkten für die Europameisterschaften 2013 in Zagreb Ende Januar. Dort erreichte sie mit 147,52 Punkten den 9. Platz. Mit dem Sprung in die Top 10 holt sie für Deutschland zwei Startplätze für die Europameisterschaften 2014 in Budapest und qualifiziert sich gleichzeitig für die Weltmeisterschaften 2013 Mitte März im kanadischen London. Zudem wurde sie von der DEU für die Junioren-Weltmeisterschaften 2013 Ende Februar in Mailand nominiert. Bei den Bavarian Open 2013 holte sie erneut die Goldmedaille mit 157,42 Punkten.
In die Olympiasaison startete sie bei der Nebelhorntrophy in Oberstdorf mit einem respektablen 8. Platz (137,36 Punkte). Bei der Ondrej Nepala Trophy in Bratislava erreichte sie den 5. Platz (142,88 Punkte), beim nachfolgenden Coupe de Nice Rang 3 mit 144,56 Punkten – 0,44 Punkte an der deutschen Olympianorm (145 Punkte) vorbei. Beim Merano Cup im November 2013 in Meran gewann sie mit 139,97 Punkten die Goldmedaille. Nach einer Topleistung in Kurzkür und Kür gewann sie im Dezember 2013 zum ersten Mal die Deutsche Meisterschaft mit ihrer persönlichen Bestleistung von 175,31 Punkten. Aufgrund dieser guten Leistung wurde sie für den Teamwettbewerb und die Einzelwettkämpfe für die Olympischen Spiele 2014 in Sotschi nominiert. Mit dem 8. Platz bei der Europameisterschaft 2014 in Budapest (151,88 Punkte) etablierte sie sich in der europäischen Spitze und sicherte der DEU erneut zwei Startplätze für die Europameisterschaft 2015 in Stockholm. Bei Olympia in Sotschi konnte sie sich beim Kurzprogramm mit 57,63 Punkten (Platz 10) für die Kür qualifizieren. In dieser unterliefen ihr jedoch einige Fehler (89,73 Punkte), wodurch sie auf den 18. Platz abrutschte.
Nathalie Weinzierl studiert an der Universität Mannheim Unternehmensjura. Im Oktober 2012 wurde sie von den Bürgern der Stadt Frankenthal zur Sportlerin des Jahres 2012 gewählt.

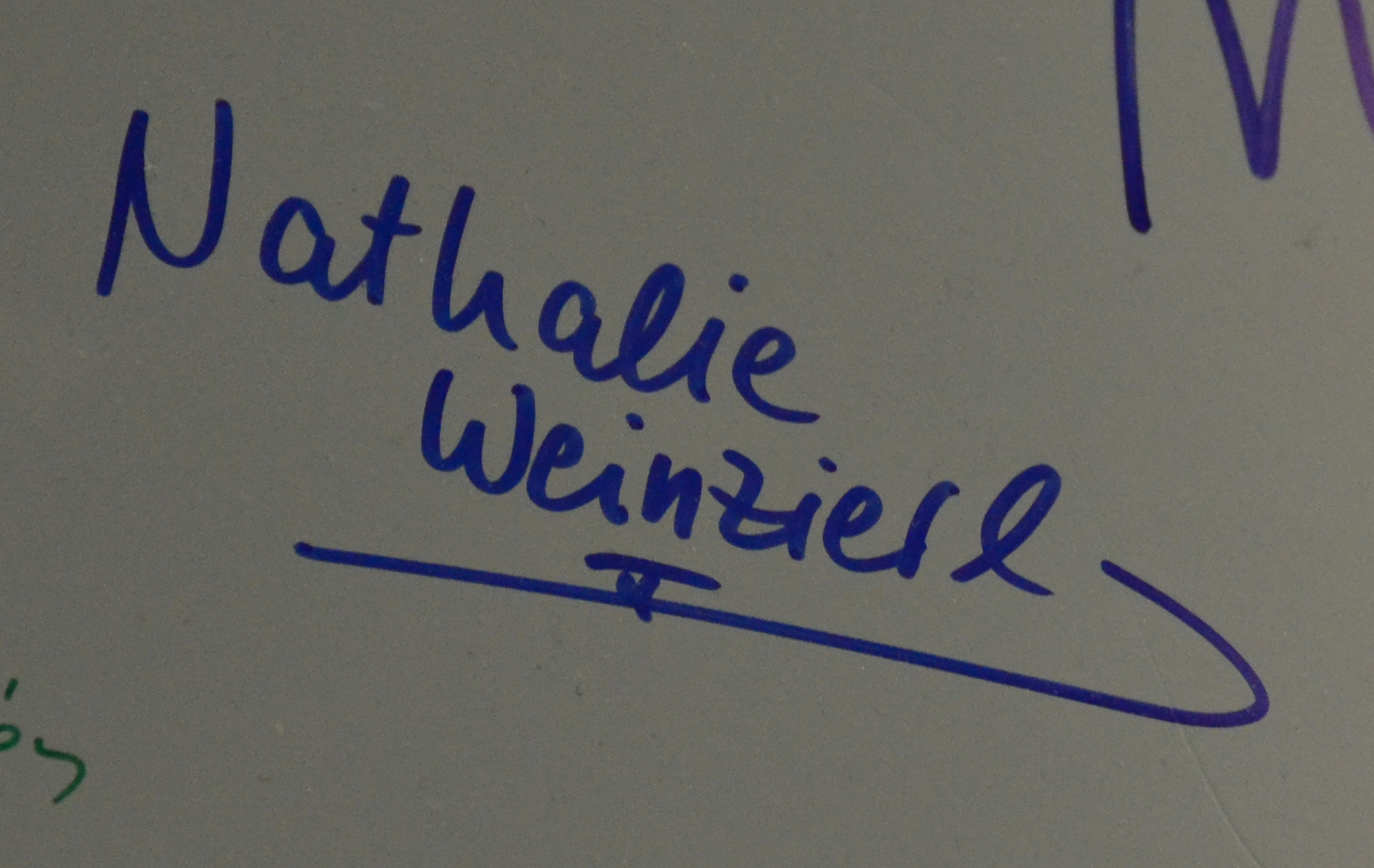
Signatur

## Ergebnisse
| International | International | International | International | International | International | International | International | International | International | International | International | International | International |
| Wettbewerbe | 2006/07       | 2007/08       | 2008/09       | 2009/10       | 2010/11       | 2011/12       | 2012/13       | 2013/14       | 2014/15       | 2015/16       | 2016/17       | 2017/18       | 2018/19       |
| --- | ------------- | ------------- | ------------- | ------------- | ------------- | ------------- | ------------- | ------------- | ------------- | ------------- | ------------- | ------------- | ------------- |
| Olympische Winterspiele |               |               |               |               |               |               |               | 18.           |               |               |               |               |               |
| Weltmeisterschaften |               |               |               |               |               |               | 19.           |               |               | 35.           |               |               |               |
| Europameisterschaften |               |               |               |               |               | 22.           | 9.            | 8.            | 12.           | 7.            | 17.           |               |               |
| CS Nebelhorn Trophy |               |               |               |               |               | 10.           | 7.            | 8.            |               | 9.            |               | 4.            |               |
| Bavarian Open |               |               |               |               |               | 1.            | 1.            |               |               |               |               |               |               |
| Merano Cup |               |               |               |               | 15. J         | 6.            |               | 1.            |               |               |               |               |               |
| Tiglav Trophy |               |               |               | 5.            | 12.           |               |               |               |               |               |               |               |               |
| Cup de Nice |               | 4. J          |               | 10. J         | 18.           | 20.           |               | 3.            |               | 5.            |               |               |               |
| NRW Trophy |               | 4. J          |               | 10. J         | 14.           | 11.           | 6.            |               |               |               | 3.            |               |               |
| CS Ice Challenge Graz |               |               |               |               |               |               |               |               |               | 10.           |               |               |               |
| CS Tallinn Trophy |               |               |               |               |               |               |               |               |               | 6.            |               |               |               |
| CS Lombardia Trophy |               |               |               |               |               |               |               |               |               |               | 8.            |               |               |
| International Junioren |               |               |               |               |               |               |               |               |               |               |               |               |               |
| Juniorenweltmeisterschaften |               |               |               |               |               |               | 10.           |               |               |               |               |               |               |
| JGP Chemnitz |               |               |               |               |               |               | 10.           |               |               |               |               |               |               |
| JGP Linz |               |               |               |               |               |               | 9.            |               |               |               |               |               |               |
| JGP Istanbul |               |               |               | 28.           |               |               |               |               |               |               |               |               |               |
| JGP Minsk |               |               |               | 24.           |               |               |               |               |               |               |               |               |               |
| National |               |               |               |               |               |               |               |               |               |               |               |               |               |
| Deutsche Meisterschaften |               |               | 13.           | 7.            | 8.            | 6.            | 2.            | 1.            | 2.            | 2.            | 1.            | 2.            | 2.            |
| Deutsche Meisterschaften der Junioren                                                                                                | 2. Y          | 2. J          |               |               |               |               |               |               |               |               |               |               |               |
| GP = Grand Prix; CS = Challenge Serie; JGP = Junioren Grand Prix; Z = Zurückgezogen Levels: N. = Novizen; Y. = Jugend; J. = Junioren |               |               |               |               |               |               |               |               |               |               |               |               |               |

Andere ISU-Weltranglisten-Wettbewerbe
- 2012 – 2. Platz Heiko-Fischer-Pokal, Stuttgart, Deutschland